# Accademia delle arti di Prussia
L'Accademia delle arti di Prussia è stata un'antica scuola d'arte con sede a Berlino, fu fondata l'11 luglio del 1696 da Federico I di Prussia; da essa derivò successivamente anche la Universität der Künste Berlin.

## Storia
Dal 1945 fu chiamata soltanto Accademia delle arti e fu definitivamente chiusa nel 1955, dopo la fondazione di due separate accademie delle arti per Berlino Est e per Berlino Ovest avvenuta nel 1954. Queste due istituzioni, Accademia delle arti di Berlino Est e Accademia delle arti di Berlino Ovest, si fusero nel 1993 con la creazione della attuale Akademie der Künste.

## Cronologia essenziale
- 1696-1704: Accademia delle arti della pittura, scultura e architettura (Academie der Mahl-, Bild- und Baukunst);
- 1704-1790: Accademia reale prussiana delle arti e delle scienze della meccanica (Königlich-Preußische Akademie der Künste und mechanischen Wissenschaften);
- 1790-1809: Accademia reale delle arti e della pittura e delle scienze della meccanica di Berlino (Königliche Akademie der bildenden Künste und mechanischen Wissenschaften zu Berlin);
- 1809-1875: Accademia reale prussiana delle arti (Königlich Preußische Akademie der Künste);
- 1875-1882: Regia accademia prussiana delle arti di Berlino(Königlich Preußische Akademie der Künste zu Berlin);
- 1882-1918: Regia accademia delle arti di Berlino (Königliche Akademie der Künste zu Berlin);
- 1918-1926: Accademia delle arti di Berlino (Akademie der Künste zu Berlin);
- 1926-1931: Accademia prussiana delle arti di Berlino (Preußische Akademie der Künste zu Berlin);
- 1931-1945: Accademia prussiana delle arti (Preußische Akademie der Künste).